# Leiometopon
Leiometopon é um gênero de traça pertencente à família Arctiidae.